# Ivan Dyčko
Ivan Fjodorovič Dyčko (rusky Иван Фёдорович Дычко, * 11. srpna 1990 v Rudny, SSSR) je kazašský profesionální boxer, nastupující v těžké váze.
Jako amatér startoval v supertěžké váze. Je bronzovým medailistou z olympijských her 2012 v Londýně a 2016 v Riu.
V roce 2013 na mistrovství světa konaném v Kazachstánu ve finále prohrál s obhájcem titulu Magomedrasulem Madžidovem, přestože po dvou kolech vedl na body u všech rozhodčích, v posledním třetím kole utrpěl knock out. O dva roky později si na MS v Kataru opět vybojoval finálovou účast, v utkání ale byl jeho přemožitelem Tony Yoka.
V roce 2017 zahájil profesionální kariéru.
Je vysoký 202 centimetrů.

## Medaile z mezinárodních soutěží
- Olympijské hry – bronz 2012 a 2016
- Mistrovství světa – bronz 2011, stříbro 2013 a 2015
- Mistrovství Asie – zlato 2013 a 2015
- Asijské hry – stříbro 2010, zlato 2014
- Mistrovství světa juniorů – stříbro 2008 (těžká váha)

## Vyznamenání
- Řád cti – Kazachstán, 17. srpna 2012[1]
- Řád Parasat – Kazachstán

## Profibilance
9 utkání – 9 vítězství (9× k. o.) – 0 porážek
| Výsledek | Bilance | Soupeř          | Typ výsledku | Kolo   | Datum        | Místo konání                                                           |
| výhra    | 1-0     | Aubur Wright    | TKO          | 1. z 4 | 29. 9. 2017  | Gilley's, Dallas, Spojené státy americké                               |
| výhra    | 2-0     | Rodriguez Cade  | KO           | 3. z 4 | 13. 10. 2017 | A La Carte Event Pavilion, Tampa, Spojené státy americké               |
| výhra    | 3-0     | Carlos Sandoval | TKO          | 1. z 4 | 8. 12. 2017  | Hialeah Park Racing & Casino, Hialeah, Spojené státy americké          |
| výhra    | 4-0     | Celso Pinzon    | TKO          | 3. z 6 | 16. 12 .2017 | Miami Airport Convention Center, Miami, Spojené státy americké         |
| výhra    | 5-0     | Stephen Kirnon  | KO           | 1. z 6 | 23. 3. 2018  | Seminole Hard Rock Hotel and Casino, Hollywood, Spojené státy americké |
| výhra    | 6-0     | Michael Marrone | TKO          | 1. z 8 | 16. 6. 2018  | Coliseum, Saint Petersburg (Florida), Spojené státy americké           |
| výhra    | 7-0     | Maurice Harris  | KO           | 1. z 8 | 6. 7. 2018   | Seminole Hard Rock Hotel and Casino, Hollywood, Spojené státy americké |
| výhra    | 8-0     | Ray Austin      | TKO          | 3. z 6 | 10. 5. 2019  | Seminole Hard Rock Hotel and Casino, Hollywood, Spojené státy americké |
| výhra    | 9-0     | Nate Heaven     | KO           | 2. z 8 | 12. 7. 2019  | Seminole Hard Rock Hotel and Casino, Hollywood, Spojené státy americké |